# Piłka ręczna na Letnich Igrzyskach Olimpijskich 2016
Turnieje piłki ręcznej na igrzyskach olimpijskich w Rio de Janeiro rozegrane zostały pomiędzy 6 a 21 sierpnia 2016 roku w hali Arena do Futuro. Zarówno w zawodach mężczyzn, jak i kobiet wzięło udział po dwanaście reprezentacji wyłonionych we wcześniejszych eliminacjach. Tytułów mistrzowskich bronili Francuzi oraz Norweżki, w zawodach zwyciężyli zaś Duńczycy oraz Rosjanki.

## Uczestnicy
W obydwu turniejach wzięło udział po dwanaście reprezentacji, liczących maksymalnie 14 zawodników. System kwalifikacji dla zespołów obojga płci był co do zasady taki sam. Udział w turnieju olimpijskim zapewniony miały reprezentacje Brazylii jako przedstawiciele gospodarza igrzysk. O pozostałe miejsca drużyny walczyły w kwalifikacjach, na które składały się mistrzostwa świata, zawody kontynentalne (z awansem dla zwycięzców) oraz trzy światowe turnieje kwalifikacyjne (z każdego awansowały po dwa najlepsze zespoły).

### Mężczyźni
| Kwalifikacja                        | Data                        | Gospodarz | Miejsca | Zakwalifikowani  |
| ----------------------------------- | --------------------------- | --------- | ------- | ---------------- |
| Gospodarz                           | –                           | –         | 1       | Brazylia         |
| Mistrzostwa świata                  | 15 stycznia – 1 lutego 2015 | Katar     | 1       | Francja          |
| Igrzyska panamerykańskie            | 10–26 lipca 2015            | Kanada    | 1       | Argentyna        |
| Azjatycki turniej kwalifikacyjny    | 14–23 listopada 2015        | Katar     | 1       | Katar            |
| Mistrzostwa Europy                  | 15–31 stycznia 2016         | Polska    | 1       | Niemcy           |
| Mistrzostwa Afryki                  | 21–30 stycznia 2016         | Egipt     | 1       | Egipt            |
| I Światowy Turniej Kwalifikacyjny   | 8–10 kwietnia 2016          | Polska    | 2       | Polska Tunezja   |
| II Światowy Turniej Kwalifikacyjny  | 8–10 kwietnia 2016          | Szwecja   | 2       | Słowenia Szwecja |
| III Światowy Turniej Kwalifikacyjny | 8–10 kwietnia 2016          | Dania     | 2       | Dania Chorwacja  |
| Razem                               |                             |           | 12      |                  |

### Kobiety
| Kwalifikacja                        | Data                    | Gospodarz        | Miejsca | Zakwalifikowane    |
| ----------------------------------- | ----------------------- | ---------------- | ------- | ------------------ |
| Gospodynie                          | –                       | –                | 1       | Brazylia           |
| Mistrzostwa świata                  | 4–20 grudnia 2015       | Dania            | 1       | Norwegia           |
| Mistrzostwa Europy                  | 7–21 grudnia 2014       | Chorwacja/ Węgry | 1       | Hiszpania          |
| Afrykański turniej kwalifikacyjny   | 19–21 marca 2015        | Angola           | 1       | Angola             |
| Igrzyska Panamerykańskie            | 10–26 lipca 2015        | Kanada           | 1       | Argentyna          |
| Azjatycki turniej kwalifikacyjny    | 20–25 października 2015 | Japonia          | 1       | Korea Południowa   |
| I Światowy Turniej Kwalifikacyjny   | 18–20 marca 2016        | Francja          | 2       | Holandia Francja   |
| II Światowy Turniej Kwalifikacyjny  | 18–20 marca 2016        | Dania            | 2       | Rumunia Czarnogóra |
| III Światowy Turniej Kwalifikacyjny | 18–20 marca 2016        | Rosja            | 2       | Szwecja Rosja      |
| Razem                               |                         |                  | 12      |                    |

## Sędziowie
Na początku lipca 2016 roku IHF opublikowała listę piętnastu par sędziowskich wyznaczonych do sędziowania meczów zawodów olimpijskich.
| Państwo   | Sędziowie                                 |
| --------- | ----------------------------------------- |
| Brazylia  | Nilson Menezes Rogéro Pinto               |
| Czechy    | Václav Horáček Jiří Novotný               |
| Dania     | Martin Gjeding Mads Hansen                |
| Egipt     | Mohamed Rashed Tamer El-Sayed             |
| Francja   | Charlotte Bonaventura Julie Bonaventura   |
| Hiszpania | Óscar Raluy Ángel Sabroso                 |
| Niemcy    | Lars Geipel Marcus Helbig                 |
| Iran      | Majid Kolahdouzan Alireza Mousaviannazhad |

| Państwo                  | Sędziowie                              |
| ------------------------ | -------------------------------------- |
| Islandia                 | Jónas Elíasson Anton Pálsson           |
| Korea Południowa         | Lee Se-ok Koo Bon-ok                   |
| Macedonia Północna       | Ǵorgi Naczewski Sławe Nikołow          |
| Norwegia                 | Kjersti Arntsen Guro Røen              |
| Rosja                    | Wiktorija Ałpaidze Tatjana Bieriezkina |
| Słowenia                 | Bojan Lah David Sok                    |
| Wybrzeże Kości Słoniowej | Yalatima Coulibaly Mamadou Diabaté     |

## Zawody

### Turniej mężczyzn
|  |           |           |           |                   |    |       |       |       |
|  | Półfinały | Półfinały | Półfinały |                   |    | Finał | Finał | Finał |
|  | Półfinały | Półfinały | Półfinały |                   |    | Finał | Finał | Finał |
|  |           |           |           |                   |    |       |       |       |
|  |           |           |           |                   |    |       |       |       |
|  | Polska    | Polska    | 28        |                   |    |       |       |       |
|  | Polska    | Polska    | 28        |                   |    |       |       |       |
|  | Dania     | Dania     | 29        |                   |    |       |       |       |
|  | Dania     | Dania     | 29        |                   |    | Dania | Dania | 28    |
|  |           |           |           |                   |    | Dania | Dania | 28    |
|  |           |           | Francja   | Francja           | 26 |       |       |       |
|  | Francja   | Francja   | Francja   | Francja           | 26 | 29    |       |       |
|  | Francja   | Francja   |           |                   |    |       |       |       |
|  | Niemcy    | Niemcy    | 28        |                   |    |       |       |       |
|  | Niemcy    | Niemcy    | 28        | Mecz o 3. miejsce |    |       |       |       |
|  |           |           |           |                   |    |       |       |       |
|  |           |           |           |                   |    |       |       |       |
|  |           |           |           |                   |    |       |       |       |
|  | Polska    | Polska    | 25        |                   |    |       |       |       |
|  | Polska    | Polska    | 25        |                   |    |       |       |       |
|  | Niemcy    | Niemcy    | 31        |                   |    |       |       |       |
|  | Niemcy    | Niemcy    | 31        |                   |    |       |       |       |

### Turniej kobiet
|  |           |           |           |                   |    |         |         |       |
|  | Półfinały | Półfinały | Półfinały |                   |    | Finał   | Finał   | Finał |
|  | Półfinały | Półfinały | Półfinały |                   |    | Finał   | Finał   | Finał |
|  |           |           |           |                   |    |         |         |       |
|  |           |           |           |                   |    |         |         |       |
|  | Holandia  | Holandia  | 23        |                   |    |         |         |       |
|  | Holandia  | Holandia  | 23        |                   |    |         |         |       |
|  | Francja   | Francja   | 24        |                   |    |         |         |       |
|  | Francja   | Francja   | 24        |                   |    | Francja | Francja | 19    |
|  |           |           |           |                   |    | Francja | Francja | 19    |
|  |           |           | Rosja     | Rosja             | 22 |         |         |       |
|  | Norwegia  | Norwegia  | Rosja     | Rosja             | 22 | 37      |         |       |
|  | Norwegia  | Norwegia  |           |                   |    |         |         |       |
|  | Rosja     | Rosja     | 38        |                   |    |         |         |       |
|  | Rosja     | Rosja     | 38        | Mecz o 3. miejsce |    |         |         |       |
|  |           |           |           |                   |    |         |         |       |
|  |           |           |           |                   |    |         |         |       |
|  |           |           |           |                   |    |         |         |       |
|  | Holandia  | Holandia  | 26        |                   |    |         |         |       |
|  | Holandia  | Holandia  | 26        |                   |    |         |         |       |
|  | Norwegia  | Norwegia  | 36        |                   |    |         |         |       |
|  | Norwegia  | Norwegia  | 36        |                   |    |         |         |       |